# Musalla Taşı
Musalla Taşı ist das erste Studioalbum des türkischen Musikers Orhan Gencebay. Es wurde im Jahre 1969 veröffentlicht und enthält 10 Titel.

## Entstehungsgeschichte
Die auf dem Album enthaltenen Lieder wurden in den Jahren 1968–69 auf 7″-Schallplatten und 1969 auf Kassette und CD in Form eines Albums herausgegeben. Die Veröffentlichungen aus dem Jahr 1968 erfolgten durch Topkapı Plakçılık und Moda Plakçılık, die aus 1969 durch İstanbul Plak. Das Album wurde im Jahr 1969 von Harika Plakçılık verlegt.
Meyhaneci (Musalla Taşı) ist das einzige Lied, das zuvor als Extended Play erschien und dessen Liedtext nicht von Orhan Gencebay selbst, sondern von Cengiz Çerezcioğlu verfasst wurde. Die Saz spielt er auf allen Liedern selbst; sie wurden ebenfalls von ihm arrangiert.

## Titelliste
1. Meyhaneci (Musalla Taşı)
2. Vicdan Azabı
3. Efkar Bastı Gönlümü
4. Gönül Fırtınası
5. Ben Sevdim De Ne Oldu
6. Kabahat Seni Sevende
7. Hor Görme Garibi
8. Sevenler Mesut Olmaz
9. Her Cefa Beni Buldu
10. Başa Gelen Çekilirmiş